# غارنيك شابندري
غارنيك شابندري (بالفارسية: گارنیک شه‌بندری)، من مواليد 1954م في العاصمة الإيرانية طهران، وهو لاعب كرة قدم إيراني سابق ومركزه مابين لاعب الوسط ومهاجم، لعب مع أندية إيرانية وهي بنك ملي ونادي داراي وآرارات طهران، كما لعب مع منتخب بلاده في كأس آسيا التي أستضافته إيران سنة 1976م، حيث فاز اللقب مع زملائه للمرة الثالثة في تاريخه.